# 鲤湖
鲤湖是一个位于中国湖北省武昌县的湖泊，面积约为30平方千米。